# Liste des compagnies aériennes au Kazakhstan
Voici une liste d'exploitants aériens actuellement agréés par les autorités de l'aviation civile kazakhe. 

## Compagnies aériennes régulières
| Compagnie aérienne | Image | Établi | OACI | IATA | Indicatif d'appel |
| ------------------ | ----- | ------ | ---- | ---- | ----------------- |
| Air Astana         |       | 2001   | KZR  | KC   | ASTANALINE        |
| FlyArystan         |       | 2018   | KZR  | KC   | ASTANALINE        |
| Qazaq Air          |       | 2015   | QAZ  | QI   | SAMRUK            |
| SCAT               |       | 1997   | VSV  | DV   | VLASTA            |
| Zhezkazgan Air     |       | 2012   | KZH  |      | ULUTAU            |

## Compagnies aériennes charter
| Compagnie aérienne       | Image | Établi | OACI | IATA | Indicatif d'appel |
| ------------------------ | ----- | ------ | ---- | ---- | ----------------- |
| Euro-Asia Air            |       | 1997   | EAK  | 5B   | EAKAZ             |
| Kaz Air Trans            |       | 2012   | KUY  |      | KAIGA             |
| Kazaviaspas              |       | 2003   | KZS  |      | SPAKAZ            |
| Sky Service (Kazakhstan) |       | 2004   | KVR  |      | KAVAIR            |
| Sunday Airlines          |       | 2013   | VSV  | DV   | VLASTA            |
| Zhetysu                  |       | 1994   | JTU  |      | KAVAIR            |
| Aerotrans                |       | 2000   | ATG  |      |                   |
| Avia Jaynar              |       | 2001   | SAP  | Jn   | TOBOL             |
| Comlux KZ                |       | 2009   | KAZ  |      | KAZLUX            |
| East Wing                |       | 2006   | EWZ  |      |                   |
| Fly Jet KZ               |       | 2008   | FJK  |      |                   |
| Jet Airlines             |       | 2008   | SOZ  |      |                   |
| Kaz Air Jet              |       | 2008   | KEJ  |      |                   |
| Kazakhmys                |       | 2007   |      |      |                   |
| Khozu Avia               |       | 2002   | OZU  |      |                   |
| Prime Aviation           |       | 2005   | PKZ  |      |                   |
| Sayat Air                |       | 2007   | SYM  |      |                   |

## Compagnies aériennes cargo
| Compagnie aérienne | Image | Établi | OACI | IATA | Indicatif d'appel |
| ------------------ | ----- | ------ | ---- | ---- | ----------------- |
| Air Trust          |       | 2012   | RTR  |      | AIR TRUST         |
| Jupiter Jet        |       | 1996   | AMA  |      | ADIK              |

## Voir également
- Liste des compagnies aériennes
- Liste des compagnies aériennes disparues en Asie
- Liste d'aéroports au Kazakhstan
- Liste des compagnies aériennes en Asie
- Liste des compagnies aériennes en Europe